# О’Доннел, Хью (2-й граф Тирконнелл)
Хью О’Доннелл, 2-й граф Тирконнелл (ирл.  Aodh mac Rudhraighe Ó Domhnaill, англ. Hugh O'Donnell, 2nd Earl of Tyrconnell; октябрь 1606 — август/сентябрь 1642) — титулярный король Тирконнелла (Тир Конайлл) и 2-й граф Тирконнелл (1608—1642). Был лишен титула Ирландской палатой общин в 1614 году. При жизни он использовал титулы — граф Тирконнелл, барон Донегол и Лиффорд, лорд Слайго и Нижнего Коннота, а также рыцарь-командор Ордена Алькантара.

## Биография
Родился в октябре 1606 года. Единственный сын Рори О’Доннелла (1575—1606), 1-го графа Тирконнелла (1603—1607), и его жены Бриджит, дочери Генри Фицджеральда, 12-го графа Килдэра.
О’Доннеллу оставалось три недели до своего первого дня рождения, когда он был вывезен из Лох-Суилли во время бегства графов. Он сопровождал отца в Рим, где его отец и дядя Катбарр О’Доннелл умерли от лихорадки. Его тетка Роза, жена Катбара, вышла замуж за Оуэна Роэ О’Нила, и вполне вероятно, что О’Доннелл был на ее попечении, потому что и он, и его двоюродный брат, которого тоже звали Хью О’Доннелл, получал скромную пенсию от эрцгерцога Альберта Австрийского, губернатора Испанских Нидерландов, с 1615 года, Хью и его кузен получили воспитание в Левене, где они были образованы за счет францисканского архиепископа Флоренса Конри. Хью служил пажом инфанты Изабеллы, дочери короля Испании Филиппа II. Со временем он поступил на службу к королю Филиппу III и в 1632 году был назначен полковником терции. Он был убит в бою, когда его корабль вступил в бой с французским судном в августе или сентябре 1642 года и загорелся.
Хью О’Доннелл не оставил непосредственных наследников, хотя графство, которое было ликвидировано в 1614 году, перешло бы по наследству к его дяде Катбарру О’Доннеллу, чья линия к тому времени уже вымерла, а оттуда — к его первому кузену кузену Доналу Огу О’Доннеллу.
Поскольку Хью никогда не признавал короля Англии Якова I Стюарта своим монархом, он не надеялся, что его признают вторым графом по принципу «источника чести». Он имел несомненные права на этот титул, но в 1614 году не предпринял никаких шагов, чтобы защитить его, когда он обсуждался в Ирландской палате лордов. Ему, по крайней мере, пришлось бы подчиниться королю Якову, чтобы занять свое место в палате лордов, а до тех пор титул был отправлен в состояние ожидания.
Хью О’Доннелл женился на Анне-Маргарите де Энен-Льетар, дочери Максимилиана II де Энен-Льетар, 5-го графа Буссю (? — 1625), рыцаря Ордена Золотого Руна, и Александрине Франсуазы де Гавр, близкой родственнице Карла, герцога де Гиза. Их брак был бездетным.